# عروق اپی‌گاستریک تحتانی

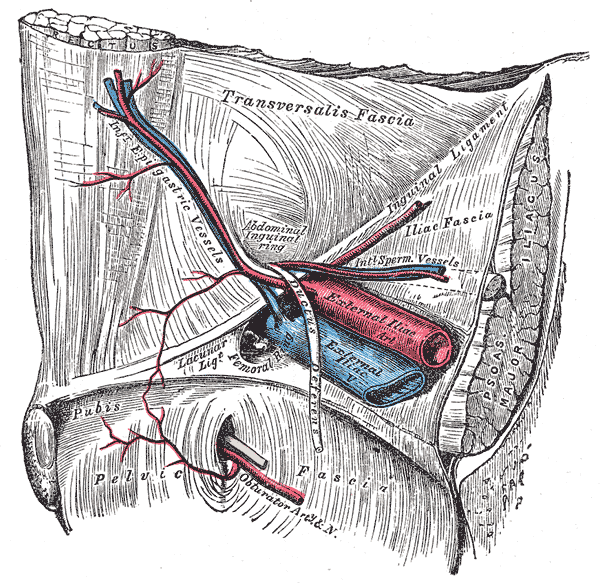
نمای داخلی (از خلفی به قدامی) ناحیه اینگوینال لگن راست شخص مذکر، همراه با عروق اپی گاستریک تحتانی که در سمت چپ بالا نشان گذاری شده‌اند.

عروق اپی‌گاستریک تحتانی (به انگلیسی: Inferior epigastric vessels)، در کالبدشناسی بدن انسان، به سرخرگ اپی‌گاستریک تحتانی و سیاهرگ اپی‌گاستریک تحتانی اشاره دارد.